# Râmakrishna
Ramakrishna Paramahamsa, en bengali রামকৃষ্ণ পরমহংস (Ramkṛiṣṇo Pôromôhongśo), de son vrai nom Gadadhar Chattopadhyaya  (গদাধর চট্টোপাধ্যায় (Gôdadhor Chôţţopaddhae), 18 février 1836 - Calcutta, 16 août 1886) est un mystique bengali hindou. Dévot de Kâlî et enseignant de l'Advaïta védanta, il professait que « toutes les religions recherchent le même but » et plaçait la spiritualité au-dessus de tout ritualisme. Il insista sur l'universalité de la voie de la bhakti (dévotion), ayant lui-même approché le christianisme et l'islam. Il est considéré comme « l'un des plus grands maîtres indiens de tous les temps » et serait un avatar de Vishnou.
En 1897, onze ans après sa mort, son disciple le plus proche, Vivekananda, créa la « Mission Rāmakrishna »  pour concrétiser le message de son maître en Inde et hors de l'Inde à travers l'existence d'écoles de spiritualité, collèges ou ashram.
Ses enseignements sont dispensés en France au Centre Vedantique Ramakrishna à Gretz.

## Biographie
Il naît dans une famille brahmanique de tradition vishnouite. Il reçoit une éducation rudimentaire à l'école primaire, adhère à la religion de sa famille, et perd son père à 6 ans. À 9 ans, il reçoit le cordon sacré de la caste des brahmanes lors de l’initiation « upanayana ». Il accepte sa première obole (qui dans la tradition ne peut être reçue que d'un brahmane) de la main d'une femme de basse caste afin de remplir la promesse qu'il lui avait faite, s'érigeant dès lors contre les règles et préjugés de sa propre caste, manifestant une volonté d'agir à partir de ses propres intuitions.
À 20 ans, il devient, pour avoir un moyen de subsistance, prêtre responsable du culte quotidien dans le temple de la déesse Kali à Dakshineswar. Il déclare en avoir reçu une vision mystique, et cette expérience libératrice est déterminante. Il voit en Kâlî la Mère de l'univers.
Il revient ensuite à 23 ans à son village d'origine et sa mère l'oblige à épouser Sarada Devi, âgée de 5 ans seulement. Elle retourne chez ses parents et ne revient aux côtés de son époux qu'à l'âge de 18 ans. Ce mariage ne sera jamais consommé et son épouse est sa première disciple.
Il pratique les 64 tantras (tantrisme) à partir de 1861 avec une guru femme appelée Bhairavi Brahmani ainsi que différentes voies spirituelles de l'hindouisme.
Quand Ramakrishna rencontre Tota Puri (de), un moine itinérant enseignant l'Advaita Vedānta, et qu'il décide de suivre son enseignement à partir de 1864, il fait table rase de toutes les conceptions de Dieu qu'il avait épousées jusqu'alors, pour se plonger dans la méditation sur « l'Absolu Qui n'a ni nom ni forme », selon l'enseignement des Véda développé dans les Upanishad ; méditation qui selon ses propres dires était un réel défi, voire angoissante. Il préfère revenir à sa pratique familière de la dévotion (bhakti),.
En 1866, il devient proche de l'Islam auquel il est initié par Govinda Roy, un hindou pratiquant le Soufisme. Il vit plusieurs extases. Plus tard, en 1874, il aurait eu une vision de Jésus après avoir pensé constamment à lui plusieurs jours durant. Il s'est intéressé à toutes les grandes traditions mystiques et a déclaré avoir atteint l'Absolu à travers chacune d'entre elles, indiquant ainsi que pour lui, toutes les voies mènent à la même Réalité, une et indicible.

### La rencontre avec Vivekananda
En 1880, il reçoit une première visite d'un jeune homme d'environ 18 ans, cultivé et intelligent, le futur Vivekananda. Ce dernier lui aurait demandé : « Monsieur avez-vous vu Dieu ? » à quoi Ramakrishna aurait répondu par l'affirmative. Vivekananda n'aurait cependant pas été convaincu, plusieurs visites se succédent, jusqu'à ce qu'il se décide à s'engager dans la voie du renoncement (samnyâsin).
Vivekananda a rendu hommage à son maître en ces termes : « Si je vous ai dit un mot de vérité, il vient de lui et de lui seul. Et si je vous ai dit beaucoup de choses qui ne sont pas vraies, qui ne sont pas exactes, qui ne sont pas bienfaisantes pour l'humanité, c'est de moi seul qu'elles viennent et j'en suis seul responsable ».

### Courte biographie de Sri Ramakrishna
Sri Ramakrishna naquit le mercredi 18 février 1836 à Kamarpukur, un petit village situé à cent kilomètres au nord-ouest de Calcutta. Au printemps de 1835, son père, Kshudiram Chattopadhyay, partit en visite dans la ville sainte de Gaya pour accomplir un rite pour ses ancêtres dans le temple de Vishnu. Une nuit, dans son sommeil, Kshudiram eut une vision. Un être lumineux le fixa du regard affectueusement puis lui dit d’une voix douce :
« Kshudiram, ta grande dévotion m’a rendu très heureux. Le temps est venu pour moi de renaître sur terre. Je naîtrai en tant que ton fils. »
Kshudiram était rempli de joie jusqu’à ce qu’il réalise qu’il n’avait pas les moyens d’assumer une telle responsabilité. Alors il dit : « Non, mon Seigneur, je ne suis pas apte à recevoir cette faveur. Je suis trop pauvre pour te servir correctement. » « N’aie pas peur Kshudiram, dit le Seigneur. Quoi que tu me donnes à manger, je l’apprécierai. » Kshudiram se réveilla, convaincu que le Seigneur de l’Univers allait naître dans sa maison. Il quitta ensuite Gaya et retourna à Kamarpukur vers la fin du mois d’avril.
Au retour de Kshudiram, sa femme, Chandra, lui parla d’une expérience qu’elle avait eue devant le temple Yogi Shiva à côté de leur maison. Elle lui dit : « J’ai vu que la sainte image du Seigneur Shiva à l’intérieur du sanctuaire était vivante ! Il a commencé à envoyer des vagues de la plus belle lumière – lentement au début, puis de plus en plus rapides. Cela a rempli l’intérieur du temple, puis c’est venu se déverser — c’était comme une de ces énormes vagues, lors d’une inondation du fleuve — jusqu’à moi ! J’allais le dire à Dhani [une voisine], mais ensuite les vagues m’ont submergée et m’ont engloutie et j’ai senti cette merveilleuse lumière entrer dans mon corps. Je suis tombée à terre, inconsciente. Quand je suis revenue à moi-même, j’ai dit à Dhani ce qui s’était passé, mais elle ne m’a pas cru. Elle a dit que j’avais eu une crise d’épilepsie. Cela ne peut pas être le cas, parce que depuis lors, j’ai été pleine de joie et ma santé est meilleure que jamais. Seulement, je sens cette lumière encore en moi et je crois que je porte un enfant. »
Kshudiram évoqua alors sa vision et ils se réjouirent ensemble. Le couple pieux attendit patiemment la naissance de l’enfant divin au printemps suivant. En raison de l’expérience de Kshudiram à Gaya, Sri Ramakrishna fut prénommé Gadadhar, ce qui signifie Porteur de la Massue, une épithète de Vishnu. Ramakrishna grandit à Kamarpukur. Il était inscrit à l’école où il apprit à lire et à écrire, mais il perdit rapidement tout intérêt pour cette éducation gagne-pain et quitta tout à fait l’école. Cependant, il continua à apprendre constamment en regardant les gens dans le village rural. Il était shrutidhar, ce qui signifie que tout ce qu’il entendait une fois, il ne l’oubliait jamais.
À six ou sept ans, il eut sa première expérience de conscience cosmique : « Un matin, se souviendra-t-il plus tard, je pris du riz soufflé dans un petit panier et je le mangeais en marchant sur les crêtes étroites des rizières. Dans une partie du ciel, un beau nuage noir apparut, chargé de pluie. Je le regardais et je mangeais du riz. Très vite, le nuage couvrit presque tout le ciel. Et puis un vol de grues vint s’interposer. Elles étaient blanches comme neige, en contraste avec le nuage noir. C’était si beau que je m’absorbai dans la vue. Puis je perdis conscience du monde extérieur. Je tombai et le riz s’éparpilla à terre. En le voyant, des gens vinrent et me transportèrent chez moi. »
Kshudiram mourut en 1843. Ramakrishna ressentit vivement la perte de son père et devint plus intériorisé et méditatif. Il commença à rendre visite à la petite auberge du village où les pèlerins et surtout les moines s’arrêtaient sur leur chemin vers Puri. Tout en servant ces saintes personnes, il apprit leurs chants et leurs prières. Suivant la tradition brahmanique, Ramakrishna fut investi du cordon sacré à neuf ans ; cela lui permit d’accomplir le culte rituel pour les divinités familiales. Il avait des amis avec lesquels il s’amusait, chantait et jouait dans des drames religieux. Une autre fois il perdit conscience du monde extérieur en jouant le rôle de Shiva, pendant un Shivaratri (fête de printemps du Seigneur Shiva). À une autre occasion, alors qu’il allait adorer la Mère Divine dans un village voisin, il entra de nouveau en samadhi.
En 1850, Ramkumar, le fils aîné de Kshudiram, ouvrit une école à Calcutta. Il pratiquait des rituels religieux dans des maisons privées, en tant qu’activité secondaire. Cela devint difficile de gérer les deux responsabilités, alors en 1852, il demanda à Ramakrishna de l’aider à accomplir les rituels. Le 31 mai 1855, Ramkumar accepta la responsabilité d’officier lors de la cérémonie de consécration du temple de Kali à Dakshineswar, fondé par Rani Rasmani, une riche femme de Calcutta. Ramakrishna était présent à cette occasion. Peu après, il s’installa à Dakshineswar et devint le prêtre du temple. Ramkumar mourut en 1856.
Le voyage spirituel de Ramakrishna commença alors pour de bon. Tout en adorant la Mère Divine, il s’interrogeait : « Es-tu vraie, Mère, ou est-ce une entière fiction du cerveau, une simple poésie sans aucune réalité ? Si tu existes, pourquoi ne puis-je pas te voir ? La religion est-elle donc un fantasme, un château bâti dans les nuées ? » Son désir de réalisation de Dieu devint de plus en plus intense, jour après jour. Il priait et méditait près de vingt-quatre heures par jour. Puis il eut une expérience remarquable : 
Il y avait une douleur insupportable dans mon cœur parce que je ne pouvais pas voir la Mère. Tout comme un homme tord une serviette de toutes ses forces pour l’essorer, j’avais alors l’impression que mon cœur et mon cerveau m’étaient arrachés. J’ai commencé à penser que je ne devais jamais voir la Mère. Je mourais de désespoir. Dans mon agonie, je me suis dit : « À quoi sert de vivre cette vie ? ». Soudain, mes yeux sont tombés sur l’épée suspendue dans le temple. J’ai donc décidé de mettre fin à mes jours par le truchement de cette épée. Comme un fou, j’ai couru vers elle et je l’ai saisie. Et alors — j’ai eu une merveilleuse vision de la Mère et je suis tombé, inconscient. C’était comme si les maisons, les portes, les temples et tout le reste disparaissaient complètement ; comme s’il n’y avait rien nulle part ! Et ce que j’ai vu, c’était un océan de lumière infini et sans rivage ; un océan qui était Conscience. Quelle que soit la direction vers laquelle je portais mon regard et aussi loin que je le pouvais, je voyais des vagues lumineuses me submerger, l’une après l’autre. Elles faisaient rage et me prirent d’assaut à grande vitesse. Très vite, elles étaient par-dessus moi ; elles me firent sombrer dans des profondeurs inconnues. Je haletais, je luttais puis je perdis connaissance.
Après cette vision, il n’était plus possible à Ramakrishna de continuer à accomplir le rituel dans le temple. Il confia cette responsabilité à son neveu Hriday et passa plus de deux ans dans un état d’absorption complète en Dieu. En 1859, il retourna à Kamarpukur et vécut avec sa mère pendant un an et sept mois. Sa mère arrangea alors son mariage avec Sarada Mukhopadhyay, une très jeune fille de Jayrambati, à quelques kilomètres à l’ouest de Kamarpukur. Après son mariage, en 1860, Ramakrishna retourna seul à Dakshineswar.
Une fois à Dakshineswar, Ramakrishna expérimenta une tempête spirituelle. Il oublia sa maison, sa femme, sa famille, son corps et ses environs. Il décrivit ainsi ses expériences au cours de cette période :
À peine étais-je passé par une crise spirituelle qu’une autre avait pris sa place. C’était comme être au milieu d’un tourbillon, même mon cordon sacré était soufflé au loin et je ne pouvais que rarement garder la main sur mon dhoti [vêtement]. Parfois, j’ouvrais la bouche et c’était comme si mes mâchoires allaient du ciel au monde souterrain. « Mère ! », je pleurais désespérément. Je sentais que je devais la tirer à l’intérieur, comme un pêcheur remonte le poisson avec son filet. Une prostituée marchant dans la rue me semblait être Sita à la rencontre de son mari victorieux. Un jeune anglais debout jambes croisées, appuyé contre un arbre, me rappelait Krishna enfant et je perdais connaissance. Parfois, je partageais ma nourriture avec un chien. Mes cheveux s’emmêlèrent. Les oiseaux perchaient sur ma tête et picoraient les grains de riz qui s’y étaient logés pendant le culte. Les serpents rampaient sur mon corps immobile.
Un homme ordinaire n’aurait pas pu supporter un quart de cette ferveur énorme ; ça l’aurait brûlé. Je ne dormis pas du tout pendant six longues années. Mes yeux perdirent le pouvoir de faire un clin d’œil. Je me tenais devant un miroir et j’essayais de fermer mes paupières avec mon doigt — mais soudain, j’étais en extase. Je voyais que mon corps n’avait pas d’importance — il n’avait aucune importance, une simple bagatelle. La Mère m’apparut, elle me réconforta et me libéra de ma peur.
En 1861, une religieuse appelée Bhairavi Brahmani vint à Dakshineswar pour initier Ramakrishna à des disciplines tantriques. Le Maître pratiqua soixante-quatre disciplines du Tantra et atteignit la perfection à travers toutes. Il pratiqua ensuite d’autres méthodes de la tradition vaishnava, telles que vatsalya bhava (attitude affectueuse envers Dieu) et madhura bhava (attitude de l’amant envers le bien-aimé). En 1864, Ramakrishna fut initié au sannyasa (renoncement au monde) par Tota Puri, un moine du Védanta et atteignit le nirvikalpa samadhi, la plus haute expérience de la non-dualité, en seulement trois jours.
En 1866, Ramakrishna pratiqua l’Islam sous la direction d’un soufi nommé Govinda Roy. Le Maître mentionna plus tard à ses disciples : « J’ai dévotement répété le nom d’Allah et j’ai dit leurs prières cinq fois par jour. J’ai passé trois jours dans cette ambiance et j’ai eu la pleine réalisation de la sadhana (pratique religieuse) de leur foi. »
En 1873, Ramakrishna rencontra Shambhu Charan Mallick, qui lui lut la Bible et lui parla de Jésus. Un jour, Ramakrishna visita la propriété de Jadu Mallick, adjacente au temple de Dakshineswar. Dans son salon il y avait une photo de la Madone avec l’enfant Jésus assis sur ses genoux. Pendant que Ramakrishna regardait cette image, il vit que les visages de la mère et de l’enfant brillaient et que des rayons de lumière émanaient d’eux et entraient dans son cœur.
Les trois jours suivants, il fut absorbé dans la pensée de Jésus et, à la fin du troisième jour, en marchant près de la panchavati, il eut la vision d’une personne d’apparence étrangère avec un beau visage et de grands yeux d’un éclat rare. Alors qu’il se demandait qui pouvait être cet étranger, une voix intérieure dit : « C’est Jésus-Christ, le grand yogi, le tendre Fils de Dieu, qui était un avec son Père et qui a versé le sang de son cœur et a subi des tortures pour le salut de l’humanité ! » Jésus étreignit alors Ramakrishna et se fondit en son corps.
Après avoir réalisé Dieu dans différentes religions et sectes de l’hindouisme, Ramakrishna proclama : « Autant de religions, autant de chemins. »
À l’époque actuelle, les enseignements de Ramakrishna restent l’antidote à l’étroitesse, au sectarisme, au fanatisme et à l’intolérance envers les différentes religions. Il a dit : « Il n’est pas bon de sentir que sa propre religion seule est vraie et toutes les autres sont fausses. Dieu est Un et non deux. Différentes personnes font appel à lui par des noms différents : certains Allah, certains Dieu et d’autres Krishna, Shiva ou Brahman. C’est comme l’eau dans un lac. Les hindous l’appellent ‘jal’, les chrétiens ‘eau’ et les musulmans ‘pani’. » Les précieux joyaux de la spiritualité qu’il avait rassemblés, au cours d’une lutte difficile, pendant les trois premiers quarts de sa vie étaient maintenant prêts à être donnés à l’humanité. En 1875, Ramakrishna rencontra Keshab Chandra Sen, un dirigeant populaire de Brahmo qui était considéré comme une sommité spirituelle. Keshab et ses disciples commencèrent à publier la vie et les enseignements de Ramakrishna dans leurs journaux et en conséquence, beaucoup de gens, en particulier les jeunes bengalis, entendirent parler du saint de Dakshineswar.
Grâce à une expérience directe, Ramakrishna réalisa que la forme de la Mère Divine était une avec le Brahman Suprême sans forme, comme le feu et sa faculté brûlante, comme le lait et sa blancheur. La Divine Mère dit un jour au Maître : « Toi et Moi sommes un. Que ta vie dans ce monde se passe en dévotion profonde pour moi et que tes journées soient consacrées au bien de l’humanité. Les disciples viendront. »
Comme un père aimant est impatient de laisser sa richesse accumulée à ses enfants, un vrai gourou veut donner ses trésors spirituels à ses disciples. Après sa première vision, Ramakrishna dut attendre près de vingt-cinq ans ses disciples et fidèles. Nous pouvons lire, dans les Écritures, ou dans la vie des mystiques, sur le désir des aspirants pour Dieu, mais jamais à propos du désir de Dieu pour les aspirants. Voici un témoignage avec les propres mots de Ramakrishna : Il n’y avait pas de limite au désir que je ressentais à l’époque. Pendant la journée, je réussissais à le contrôler. Le discours laïque de la mentalité mondaine m’exaspérait et je regardais avec nostalgie le jour où mes propres compagnons bien-aimés viendraient. J’espérais trouver du réconfort en discutant avec eux et en leur relatant mes propres réalisations. Chaque petit incident me faisait penser à eux et ces pensées m’absorbaient complètement. J’arrangeais déjà dans mon cerveau ce que je devrais dire à l’un et donner à un autre, etc. Mais quand le jour arrivait à sa fin, je n’étais plus à même de retenir mes émotions. L’idée qu’un jour de plus était passé et qu’ils n’étaient pas venus, m’oppressait. Lorsque, pendant le service du soir, les temples vibraient au son des cloches et des conques, je montais sur le toit du kuthi [petit pavillon] dans le jardin et le cœur frémissant d’angoisse, je criais le plus fort possible : « Venez, mes enfants ! Où êtes-vous ? Je ne supporte pas de vivre sans vous ». Une mère n’a jamais eu autant de désir de voir son enfant, ni un ami ses compagnons, ni un amoureux sa bien-aimée, comme j’en ai éprouvé pour eux. Oh, c’était indescriptible ! Peu après, les disciples ont commencé à arriver.
Les disciples et les fidèles de Ramakrishna arrivèrent entre 1879 et 1885 et il se consacra à les former pour mener à bien sa mission. C’était un professeur extraordinaire. Il remuait davantage le cœur de ses disciples par son influence subtile que par ses actions ou ses paroles. Ramakrishna forma chaque disciple en fonction de ses propres aptitudes naturelles, car il connaissait leurs passé, présent et avenir. Il n’introduisit jamais de force ses idées en qui que ce soit. À ces jeunes hommes, destinés à devenir des moines, il mit en exergue le chemin escarpé du renoncement extérieur et intérieur. Lorsqu’il enseignait aux disciples monastiques le chemin du renoncement et du discernement, il ne permettait pas aux fidèles, avec des liens familiaux, de rester.
Quand la fleur s’épanouit, les abeilles viennent de leur propre initiative. Les gens affluaient de partout vers Ramakrishna et celui-ci leur parlait de Dieu jusqu’à parfois vingt heures de suite. Cela dura de nombreuses années. Son amour intense pour l’humanité ne lui permettait pas de refuser de l’aide à qui que ce soit. Au milieu de 1885, cette tension physique eut comme résultat un cancer de la gorge. Quand ses disciples tentèrent de l’empêcher d’enseigner, il répondit : « Je m’en fiche. J’abandonnerai vingt mille corps de ce genre pour aider un seul homme. » Ramakrishna se déplaça de Dakshineswar à Calcutta puis à Cossipore pour un traitement médical.
Vers la fin de sa vie, Ramakrishna distribua des vêtements de couleur ocre (symbole du monachisme) à certains de ses jeunes disciples, formant ainsi son propre Ordre. Il fit de Narendra (plus tard Swami Vivekananda) leur chef, et celui-ci se rendit plus tard en Amérique pour représenter l’hindouisme, ou le Védanta, au Parlement des Religions de 1893 à Chicago. Celui-ci résuma le message de Ramakrishna au monde moderne dans sa conférence Mon Maître : Ne vous souciez pas des doctrines, ne vous souciez pas des dogmes, ou des sectes, ou des églises, ou des temples. Ils comptent peu par rapport à l’essence de l’existence chez chaque homme, qui est la spiritualité ; et plus un homme la développe, plus il a de pouvoir pour le bien. Gagnez cela d’abord, acquérez cela et ne critiquez personne ; car toutes les doctrines et les croyances ont quelque chose de bien en elles. Montrez par votre vie que la religion ne signifie pas des mots, des noms ou des sectes, mais qu’elle signifie réalisation spirituelle.
Sri Ramakrishna décéda le 16 août 1886 dans la propriété de Cossipore ; son corps fut incinéré sur la rive du Gange. Sri Ramakrishna révéla sa nature divine à ses disciples, à plusieurs reprises. Quelques jours avant le décès du Maître, alors qu’il souffrait d’une douleur atroce à cause d’un cancer, Vivekananda était assis près de son lit. Voyant le corps émacié de Ramakrishna, Vivekananda pensa en lui-même : « Eh bien, maintenant, si vous pouvez déclarer que vous êtes Dieu, alors seulement je croirai que vous êtes vraiment Dieu lui-même. » Aussitôt, Sri Ramakrishna leva les yeux vers Vivekananda et dit : « Celui qui était Rama et celui qui était Krishna est maintenant Ramakrishna dans ce corps. »

## Doctrine
Dans sa synthèse des religions, il inclut le christianisme. Il a encouragé la création d'un ordre monastique, lequel ne fut fondé véritablement que le 25 décembre 1887 (jour de la naissance de Jésus), par Vivekananda à Belur près de Calcutta. Le Monastère de Belur en continue la tradition.
Ramakrishna n'a rien écrit, mais un disciple du nom de Mahendra Nath Gupta (Master Mahashay) a tenu un journal publié sous forme de brochures, en bengali, en 1897, intitulé « Sri Ramakrishna Kathamrita ». Ce même disciple proposa une version anglaise beaucoup plus concise : « The Gospel of Ramakrishna ».
Jean Herbert a traduit et publié ses enseignements aux éditions Albin Michel.

## Points de vue sur Ramakrishna
Romain Rolland voit dans son enseignement « Le couronnement de trois mille ans de la vie intérieure d’un peuple de trois cents millions d’habitants » (chiffre de la population de l'époque).
Sri Aurobindo dit de lui : « Ce n’est pas avant cinq siècles au moins que le monde sera prêt à recevoir un autre Râmakrishna Paramahamsa. Il faut nous hâter de transformer en expérience la masse de pensées qu’il nous a léguées et de convertir en réalisation l’énergie spirituelle qu’il a lancée. Tant que nous ne l’aurons pas fait, de quel droit demanderions-nous davantage ? ».
Le Mahatma Gandhi : « Sa vie nous permet de voir Dieu face à face ».
René Guénon a écrit dans un article sur les conversions : « Ceux-là (les hommes qui sont parvenus à un haut degré de réalisation spirituelle) sont, par l'état spirituel qu'ils ont atteint, au-delà de toutes les formes, de sorte qu'il ne s'agit là pour eux que d'apparences extérieures, qui ne sauraient aucunement affecter ou modifier leur réalité intime ; ils ont, non pas seulement compris, mais pleinement réalisé, dans son principe même l'unité fondamentale de toutes les traditions ». Il serait donc encore plus absurde de parler ici de « conversions », et pourtant cela n'empêche pas que nous avons vu certains écrire sérieusement que Shrî Râmakrishna, par exemple, s'était « converti » à l'Islam dans telle période de sa vie et au Christianisme dans telle autre ; rien ne saurait être plus ridicule que de semblables assertions, qui donnent une assez triste idée de la mentalité de leurs auteurs. En fait, pour Shrî Râmakrishna, il s'agissait seulement de « vérifier », en quelque sorte, par une expérience directe, la validité des « voies » différentes représentées par ces traditions auxquelles il s'assimila temporairement ; qu'y a-t-il là qui puisse ressembler de près ou de loin à une « conversion » quelconque ? ».

## Mission Ramakrishna
Créée par Vivekananda en 1897, elle a pour but de promouvoir le message de la non-dualité, doctrine qui transcende les religions. C'est une organisation internationale qui réalise des actions humanitaires en Inde pour lutter contre les effets de la pauvreté. L'indianiste André Padoux remarque : « Cette institution a elle-même, entre autres intérêts, celui d'avoir été le premier ordre religieux fondé en Inde dans le but de répandre dans le monde le message de la spiritualité hindoue tout en ayant sur place, au moins dans une certaine mesure, une activité d'ordre social à la manière et, peut-on dire, à l'exemple des fondations religieuses ou des institutions caritatives occidentales. »
Swâmi Siddheswarânanda arrive en France le 1er août 1937, après avoir été désigné par la Mission Râmakrishna pour y représenter la spiritualité indienne. En 1948, il fonde le Centre védantique Ramakrishna à Gretz avec l'aide de ses collaborateurs français.
En 1993, le directeur général de l'Unesco déclare lors d'un discours : « Je suis frappé de la ressemblance qui existe entre les statuts de la Mission Ramakrishna, fondée par Vivekananda dès 1897, et l’Acte constitutif de l’Unesco, rédigé en 1945. Ces deux organisations placent l’être humain au centre de leurs efforts en faveur du développement. Elles accordent toutes les deux la priorité à la tolérance dans leur action pour instaurer la paix et la démocratie. Elles reconnaissent toutes les deux que la diversité des cultures et des sociétés est une dimension essentielle du patrimoine commun de l’humanité ».

### Images
- Ramakrishna classique
- Sarada Devi, son épouse
- Ramakrishna visage
- Son disciple le plus connu : Swami Vivekananda